# Rimte
En Rimte (Leuciscus idus) eller emde er en karpefisk. 
Den store skalleart ligner både skalle og strømskalle, men rimten har gullige øjne og rødlig bug- og gatfinne og kan endvidere kendes på den sammentrængte højryggede kropsform.
Rimten kan blive op til 4 kg, men en fisk på over 2 kg er sjælden.
Midt i marts og april gyder rimten i hurtigt strømmende dele af vandløb. Hunnen gyder op til 100.000 æg på sand- og grusbund. Æggene klækker efter 14 dage. En del af de voksne fisk dør ligesom laksen lige efter gydningen.
I Danmark er rimten efterhånden ved at være en sjælden fisk. Den lever i nogle få åer og vandløb. Rimten opholder sig i alle dele af vandet, men går ofte på jagt efter føde på bunden. Her indtager den ofte bunddyr og planterester. Rimten lever af insektlarver, vårfluelarver, tanglopper, krebsdyr, små muslinger, snegle, orme og fiskeyngel. Store rimter spiser endvidere andre småfisk.

## Fiskeri efter Rimte
Rimten kan fanges på små spinnere, små woblere, maddiker, orme og fiskestykker.
| Fisk | Spire Denne artikel om fisk er en spire som bør udbygges. Du er velkommen til at hjælpe Wikipedia ved at udvide den. |